# Градовський Григорій Константинович
Григорій Костянтинович Градовський (1842 - 1915) - за національним статусом, що склався в світі – російський журналіст, письменник, публіцист, фейлетоніст, драматург і громадський діяч.

## Біографія
Походив із дворянського роду Градовських. Народився 31 жовтня 1842 року у Херсонській губернії у сім'ї поручика. У 1852 році був прийнятий до 2-го класу Першої Харківської гімназії,і після її закінчення в 1859 році вступив на юридичний факультет Харківського університету. 1861 року він перейшов до Київського університету св. Володимира, в якому він і закінчив курс зі ступенем кандидата прав.
Службу розпочав чиновником особливих доручень за Київського генерал-губернатора О.П.Безака, потім він був юрисконсультом у Міністерстві Юстиції. Але незабаром він залишив цю службу через зміни у напрямі його публіцистичної діяльності. Писав спочатку в «Київському Телеграфі», «Киянині», «Московських Відомостях», «Російському світі», у свій час він був навіть редактором «Громадянина»
З 1869 року Григорій Костянтинович переїздить до Санк-Петербурга й влаштовується на роботу до Міністерства державного майна. А через чотири роки отримує посаду юрисконсула при Міністерстві юстиції, де працює до 1875 р. редактором і видавцем газети «Російський огляд».
Через зміну, яка відбулася в його публіцистичній діяльності, Градовському довелося залишити службу. Консервативні погляди журналіста трансформувались у ліберальні, що вело до жорстких цензурних переслідувань.
У 1870 році писав недільні фейлетони в газеті «Голос» під псевдонімом Галина. Але вже 1873 року взяв активну участь у газетах протилежного табору.
Діяльну участь брав у «Молві» та «Порядку». Останніми роками Григорій Костянтинович був одним із головних співробітників «Новин».
Спроба видавати власну щотижневу газету «Русское обозрение» закінчилася дуже сумно. Протягом двох років із 1876 по 1878 р.р. газета отримала 11 застереженні, тричі була припинена і нарешті за особливим Високим наказом закрита.

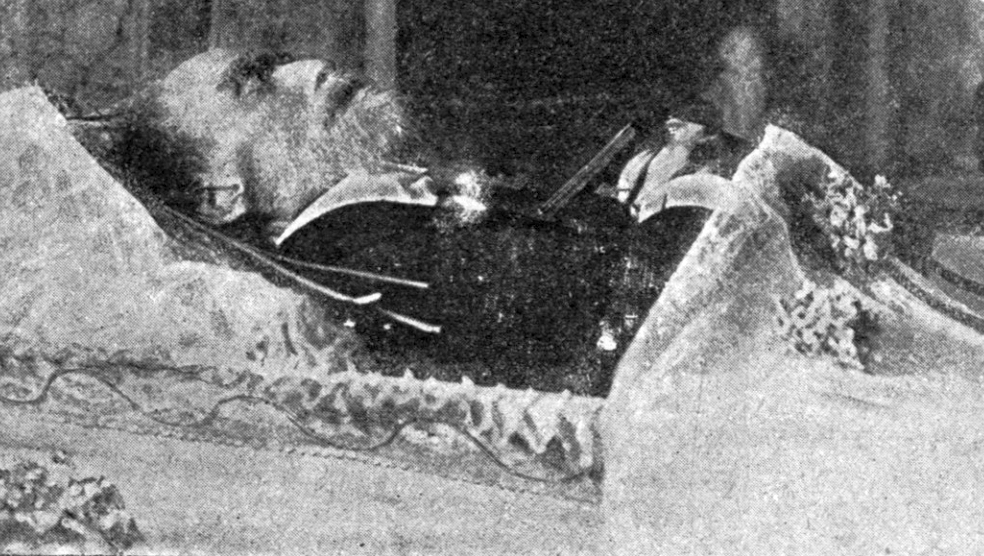
р. До. Градовський на смертному одрі

Окремими виданнями Григорій Костянтинович надрукував свої кореспонденції з театру війни в Малій Азії та брошуру про М. Д. Скобелева . Книга ця стала протестом проти культу Скобелєва і особливо проти шовіністичних течій, пов'язаних з його ім'ям. «Сумніваючись в геніальності Скобелєва і не зводячи його в казкові богатирі», Градовський визнає, що в особистості «білого генерала» зосереджувалося багато здібностей і безсумнівно похвальних рис, але «вони не однаковою мірою були розвинені і не завжди виявлялися в бажаній гармонії та належному напрямі».
Книга ця була перекладена німецькою мовою. Ще різкіше Градовський виступив із протестом проти культу М. Р. Черняєва у статті «Архістратиг слов'янської раті», надрукованій у журналі «Вісник знання» 1908 р. На думку Градовського, «й у військовій службі та у спільній політичній діяльності Черняєв брався не за свою справу, переоцінював свої здібності і майже виявляв свою бездарність, свої помилки поруч із постійною готовністю до будь-яких пригод».
У 1884 році він надрукував у «Сході» статтю «До єврейського питання», в якій виступив гарячим захисником євреїв проти репресивної політики російського уряду та нападок юдофобської преси. 1906 року стаття з'явилася окремим виданням (у Варшаві), а 1908 року увійшла до книги «Підсумки» (1862—1907 рр.), виданої з приводу 45-річного ювілею автора.
У 1895 р. — брав участь разом із М. До. Михайлівським, До. До. Арсеньєвим, А. н. Бекетовим, Ст. А. Більбасовим, з . А. Венгеровим та ін. у подачі прохання про перегляд закону про друк та склав до нього пояснювальну записку. Найактивнішу участь Градовський брав у організації каси взаємодопомоги російських літераторів і вчених, і своєю появою вона майже повністю зобов'язана його енергії. Довгий час Градовський був її головою  .В результаті всіх журналістських негараздів, переслідувань, заборон публіцист довго хворів на нервовий розлад (1897-1907).Цікавість у читачів викликала велика стаття журналіста «Два дня в Ясной Поляне» про зустріч із відомим письменником Л. М. Толстим. Стаття побачила світ у «Біржових новинах» у 1909 році.
До літературної спадщини Григорія Градовського належать і драматичні твори «Старий ліберал», «В ім’я кохання» (1907), і публіцистика – «Публіцист-громадянин» (1916) тощо.
Незадовго до своєї смерті істинний журналіст писав: «поклавши руку на серце, засвідчую, що керувався виключно моральними, літературними і політичними поглядами і завжди майже фізично страждав».
Земний шлях Григорія Костянтиновича Градовського закінчився 13 (26) квітня 1915 року в місті Петрограді.
Поховали його на літературних містках Волкового цвинтаря. Та увічнюють нашого видатного земляка його шляхетний спадок, талант жертовної працездатності, вивищення моральних констант, безмежна відданість Слову.

## Родина
- Брат Микола Костянтинович - херсонський поміщик, власник маєтку Макаріха [3] .
- Дочка Катерина Григорівна (1869-1934) - дружина політика Ст. Ст. Шульгіна. Була публіцистом, писала для «Киянина», брала активну участь у виданні газети, була її керуючим [3] .
- Син Віталій Григорович (1876 - початок 1930-х рр.). ) - Податний інспектор [3]
- Син Сергій Григорович (дати життя невідомі) - податний інспектор [3] .
- Дочка Софія Григорівна — працювала коректором та секретарем «Киянина» [4] .

- Війна в Малій Азії у 1877 році: Нариси очевидця/ [Соч.] Г. К. Градовського Санкт-Петербург: тип. та хромоліт. А. Траншеля, 1878
- М. Д. Скобелєв: Етюд за характеристикою нашого часу та його героїв/ [Соч.] Г. К. Градовського Санкт-Петербург: тип. І. С. Леві, 1884
- На захист росіян, або російське питання в єврейському питанні/ Г. К. Градовський Санкт-Петербург [та ін]: Правда, 1906 (Варшава)
- Дві драми: 1) Старий ліберал, в 4 д. 2) В ім'я кохання, в 4 д/ Г. К. Градівський Київ: літо-тип. т-ва І. Н. Кушнерєв і К, 1907
- Підсумки. (1862-1907): До історії друку Спогади (побутові, літературні, військові). Вибрані фейлетони: Історико-політичні нариси та статті/ Г. К. Градовський Київ: тип. т-ва І. Н. Кушнерєв і К °, 1908
- З приводу смерті С. А. Муромцева: Мова, сказав засновником каси взаємодопомоги літераторів та вчених Г. К. Градовським, у заг. зібр. її 10 жовт. 1910 р / [Григорій Градовський] Новгород: тип. Н. І. Богдановського, [1910]
- Війна в Малій Азії у 1877 році: нариси очевидця/ Г. К. Градовський Москва: Держ. публічна історична бібліотека Росії, 2008